# 洛斯埃斯克拉沃斯河

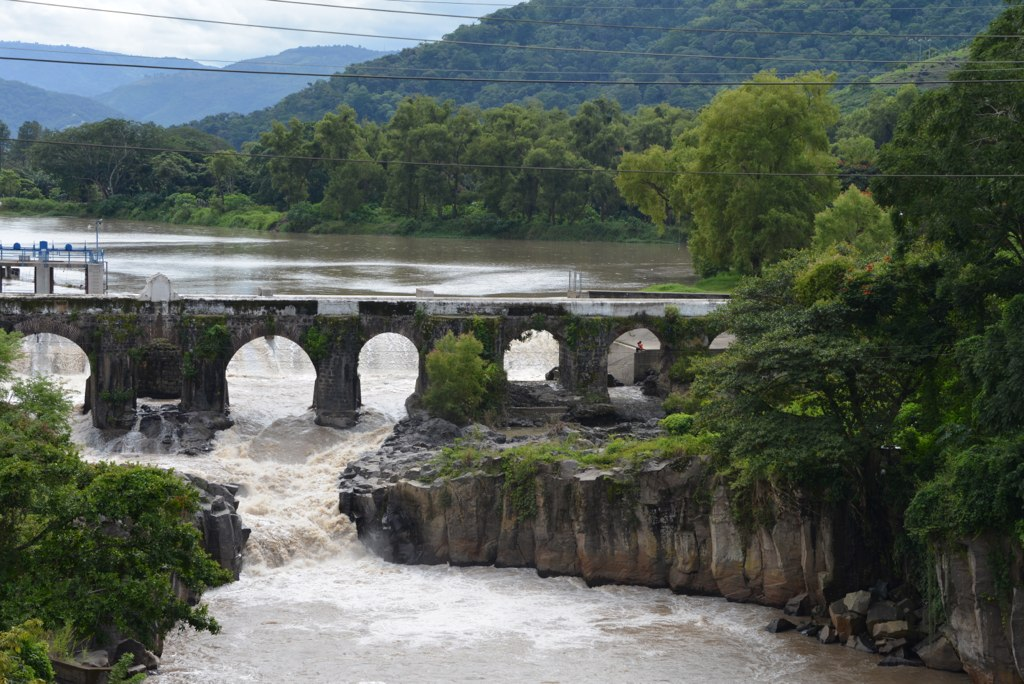
洛斯埃斯克拉沃斯河

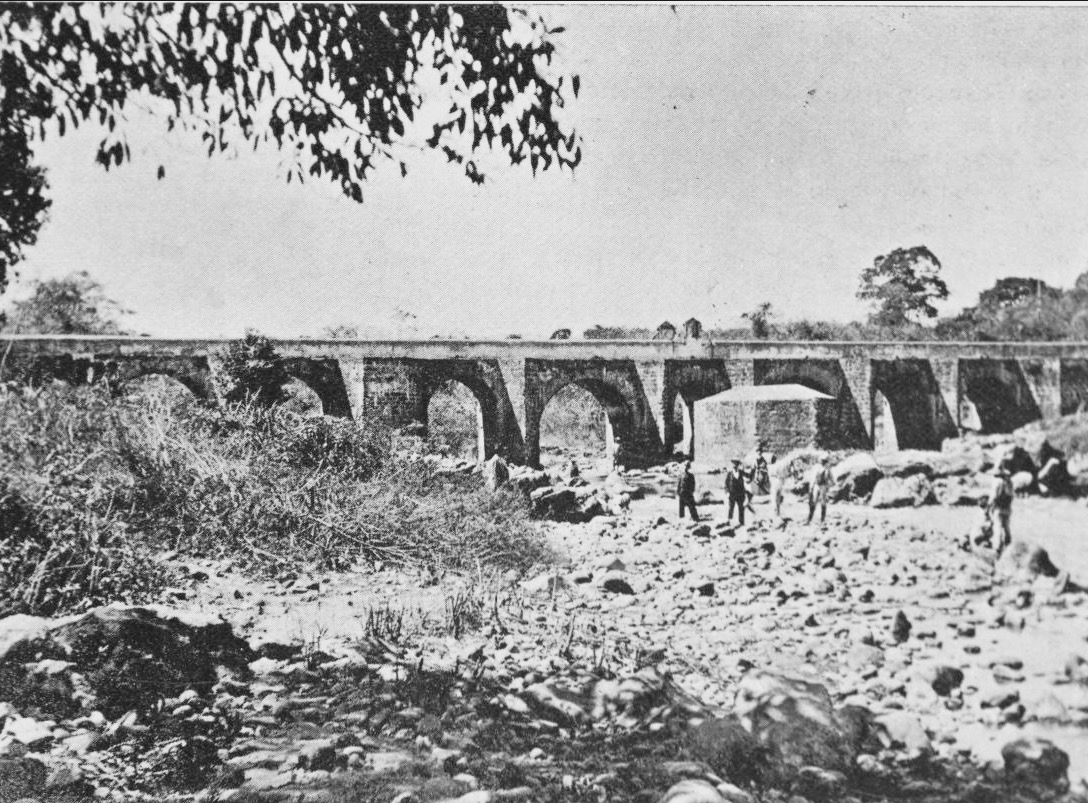
洛斯埃斯克拉沃斯河（1897年）

洛斯埃斯克拉沃斯河（西班牙語：Río Los Esclavos）是危地馬拉的河流，位於該國南部聖羅薩省，河道全長145公里，流域面積2,271平方公里，發源自恰帕斯州馬德雷山脈，最終注入太平洋。